# Gouhenans
Gouhenans é uma comuna francesa na região administrativa de Borgonha-Franco-Condado, no departamento de Alto Sona. Estende-se por uma área de 8,45 km². Em 2010 a comuna tinha 392 habitantes (densidade: 46,4 hab./km²).